# Depot II von Halle-Kanena
Das Depot II von Halle-Kanena (auch Hortfund II von Halle-Kanena) ist ein Depotfund der frühbronzezeitlichen Aunjetitzer Kultur aus Kanena, einem Stadtteil von Halle (Saale) (Sachsen-Anhalt). Es datiert in die Zeit zwischen 2000 und 1700 v. Chr. Das Depot befindet sich heute im Landesmuseum für Vorgeschichte in Halle (Saale).

## Fundgeschichte
Das Depot wurde 1923 bei Baggerarbeiten in der südlich von Kanena gelegenen Braunkohlegrube Alwine (heute Standort der Halle Messe) entdeckt.
Die Gegend um Halle ist äußerst reich an Funden der Aunjetitzer Kultur. An einer anderen Stelle der Grube Alwine wurde 1934 ein zweiter Hortfund (Depot III) entdeckt. Bereits 1908 hatte das Königliche Museum für Völkerkunde in Berlin einen weiteren Fund aus Kanena (Depot I) aufgekauft. Weitere bedeutende Hortfunde stammen aus dem südlich gelegenen Dieskau (Depot I, Depot II und Depot III) und dem östlich gelegenen Bennewitz (Depot von Bennewitz).

## Zusammensetzung
Das Depot besteht aus einer doppelschneidigen Axt, zwei Randleistenbeilen, drei geschlossenen Ringen, vier offenen dicken Ringen, zwei Bruchstücken eines Ösenhalsrings und einer cyprischen Schleifennadel. Möglicherweise sind weitere Gegenstände bei der Aufdeckung des Depots verloren gegangen.